# یوهانس بادر
یوهانس بادر (آلمانی: Johannes Baader؛ ۲۱ ژوئن ۱۸۷۵ – ۱۴ ژانویه ۱۹۵۵) معمار، نویسنده و عکاس اهل آلمان بود.
او و رائول هاوسمان، به چهره‌های تأثیرگذار در مکتب دادائیسم برلین تبدیل شدند.
او رساله‌ای به نام Vierzehn Briefe Christi (چهارده نامه مسیح) دربارهٔ یگانه‌انگاری منتشر کرد.
بادر برای مجلات Die freie Straße (خیابان آزاد) و Der Dada مقاله نوشته‌است.